# Friedrich Eisenlohr (Schriftsteller)
Friedrich Eisenlohr (geboren 26. Mai 1889 in Freiburg im Breisgau; gestorben 18. Oktober 1954 in Ost-Berlin) war ein deutscher Schriftsteller.

## Leben
Friedrich Eisenlohr versuchte aus dem bürgerlichen Leben auszubrechen und reiste 1912 nach Paris. 1913 schrieb er dort zusammen mit Livingstone Hahn und Ludwig Rubiner die Kriminalsonette. Die Sonette werden als Vorform des Dadaismus angesehen. Durch Vermittlung Rubiners wurde er Mitarbeiter in Franz Pfemferts Zeitschrift Die Aktion, die Lyrik von ihm druckte, und in Herwarth Waldens Zeitschrift Der Sturm.
Eisenlohr wurde im Ersten Weltkrieg 1914 als Soldat eingezogen und kam an die Westfront in Frankreich. Er erlitt eine Kriegsneurose und wurde als felddienstuntauglich in der Etappe eingesetzt.
1918 veröffentlichte Eisenlohr Essays über die Bühnenautoren Frank Wedekind und Carl Sternheim. Er übertrug Alfred de Musset ins Deutsche. In der Weimarer Republik arbeitete Eisenlohr bei verschiedenen Bühnen als Dramaturg. Nach dem autobiografischen Roman Das Gläserne Netz (1927) und dem Roman Quintett wendete sich Eisenlohr von seinem expressionistischen Visionen ab und schrieb leichte Unterhaltungs- und Kriminalliteratur. Von seinen eigenen Dramen und Komödien wurden nur Die Legende der Marquise de Croisset (1920) in Frankfurt am Main und Der Skandal in München uraufgeführt.
1921 heiratete Eisenlohr in München Lilly Sueß, eine polnische Schauspielerin jüdischer Herkunft. Zuvor sympathisierten beide mit der vergänglichen Bayerischen Räterepublik, was sich in dem seiner damaligen Frau gewidmeten autobiografischen Roman „Das gläserne Netz: ein Roman aus dem Anfang des XX“ widerspiegelte. Jahrhunderts (1927). Nach der Machtübernahme der Nationalsozialisten zogen die Eisenlohrs nach Berlin und begannen in örtlichen Theatern zu arbeiten. Im Jahr 1935, als die Nürnberger Gesetze in Kraft traten, ließen sich die Ehegatten scheiden.
In der Zeit des Nationalsozialismus zog er sich aus dem Theaterleben zurück, passte seinen Schreibstil an die geänderten Verhältnisse an und schrieb „Kameradschaftsprosa“, 1943 wurde er als Dramaturg am Rose-Theater und am Lessingtheater gebraucht.

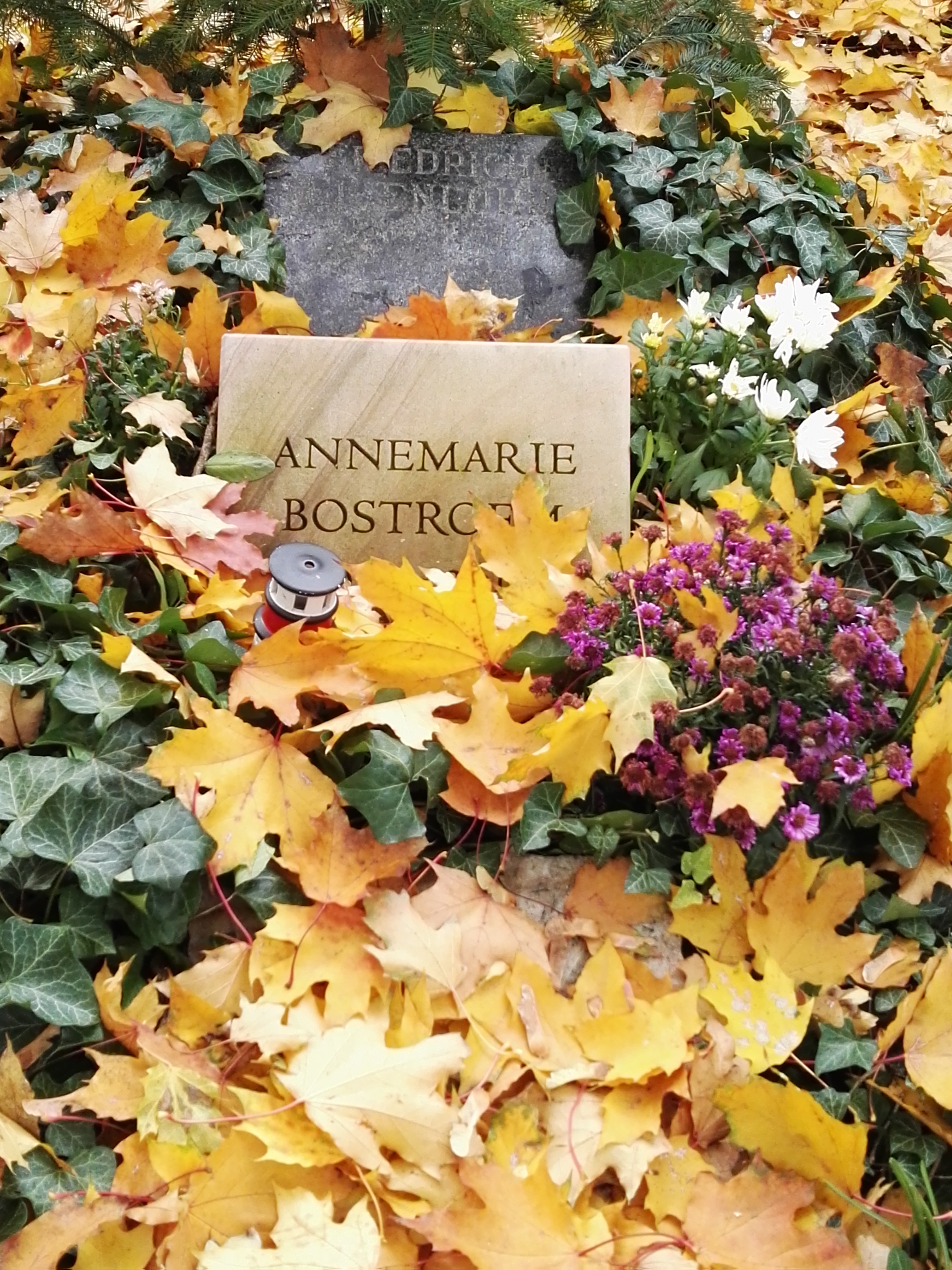
Grabstätte

Bei der Entnazifizierung nach Kriegsende kam ihm seine langjährige Freundschaft mit Johannes R. Becher und Heinrich Mann zugute, seine Schriften galten als „unpolitische Naziliteratur“. Er wurde Leiter des Bühnenvertriebs im Aufbau-Verlag in Ost-Berlin. Dort arbeitete auch seine Frau, die dreißig Jahre jüngere Lyrikerin Annemarie Bostroem. Als Eisenlohr 1951 einen Schlaganfall erlitt, wurde der Bühnenvertrieb vom Henschel-Verlag aus geleitet und dann ganz übernommen.
Er ist auf dem Friedhof der Dorotheenstädtischen und Friedrichswerderschen Gemeinden in Berlin-Mitte bestattet. Der Lyriker Jens Gerlach widmete ihm in Dorotheenstädtische Monologe ein Gedicht. 2015 wurde Annemarie Bostroem neben Eisenlohr beigesetzt.

## Werke (Auswahl)
- Ewigkeiten lächeln ungesund. Nachwort Klaus Völker. München: Renner Verlag, 1992
- Kriminal-Sonette. Bern: Scherz Verlag, 1962
- Romantische Reise. Berlin: Aufbau-Bühnen-Vertrieb, 1946, Unverkäufl. [Bühnen-]Ms.
- Die grosse Probe. Berlin: Scherl Verlag, 1943
- Fremde Frau an Bord. Berlin: Aufwärts-Verlag, 1941
- Gesicht und Maske. Böhm.-Leipa: Ed. Kaiser Verlag, 1941
- Gut, daß Du da bist. B.-Leipa: Ed. Kaiser Verlag, 1941
- Bomber über Warschau. Berlin: Steiniger, 1940
- Die Schwestern Aldringer. Berlin: Wigankow, 1940
- Wer ist Brigitte? Berlin: Zeitschriftenverlag, 1939
- Der Mann im Schatten. Bern: Goldmann Verlag, 1936
- Die Herren vom Hebsack. Berlin: Scherl Verlag, 1936
- Gut, daß Du da bist. Berlin: Schützen-Verlag, 1935
- Sommerkomödie. Berlin: Zeitschriftenverlag, 1935
- Roosje -- und das Glück der Kinder. Berlin W 50, Marburger Str. 12: Der neue Bühnenverl., 1934, Unverkäufl. [Bühnen-]Ms.
- Hunger nach Glück. Berlin: Scherl Verlag, 1932
- Quintett 1928. Berlin: Horen-Verlag, 1928
- Das gläserne Netz. (Autobiografie) Berlin-Grunewald: Horen-Verlag, 1927
- Carl Sternheim. München: Drei Masken Verlag, 1926
- Masken. München: Drei Masken Verlag, 1921
- Abenteuer. München: Drei Masken Verlag, 1920
- Der Skandal. München: Drei Masken Verlag, 1920
- Die Legende der Marquise de Croisset. Berlin: Drei Masken Verlag, 1918
- mit Ludwig Rubiner, Livingstone Hahn: Kriminal-Sonette. Leipzig: Kurt Wolff Verlag, 1913